# Gyretes iricolor
Gyretes iricolor är en skalbaggsart som beskrevs av Young 1947. Gyretes iricolor ingår i släktet Gyretes och familjen virvelbaggar. Inga underarter finns listade i Catalogue of Life.